# Glaziella vesiculosa
Glaziella vesiculosa är en svampart som beskrevs av Berk. 1880. Glaziella vesiculosa ingår i släktet Glaziella och familjen Glaziellaceae.   Inga underarter finns listade i Catalogue of Life.